# L'Appel de Jérémie
L'Appel de Jérémie est un passage de l'Ancien Testament figurant dans le Livre de Jérémie. 

## Texte
Livre de Jérémie, chapitre 1, versets 1 à 10:
« Paroles de Jérémie, fils de Hilkija, l'un des sacrificateurs d'Anathoth, dans le pays de Benjamin. La parole de l'Éternel lui fut adressée au temps de Josias, fils d'Amon, roi de Juda, la treizième année de son règne, et au temps de Jojakim, fils de Josias, roi de Juda, jusqu'à la fin de la onzième année de Sédécias, fils de Josias, roi de Juda, jusqu'à l'époque où Jérusalem fut emmenée en captivité, au cinquième mois. La parole de l'Éternel me fut adressée, en ces mots: Avant que je t'eusse formé dans le ventre de ta mère, je te connaissais, et avant que tu fusses sorti de son sein, je t'avais consacré, je t'avais établi prophète des nations. Je répondis: Ah! Seigneur Éternel! voici, je ne sais point parler, car je suis un enfant. Et l'Éternel me dit: Ne dis pas: Je suis un enfant. Car tu iras vers tous ceux auprès de qui je t'enverrai, et tu diras tout ce que je t'ordonnerai. Ne les crains point, car je suis avec toi pour te délivrer, dit l'Éternel. Puis l'Éternel étendit sa main, et toucha ma bouche; et l'Éternel me dit: Voici, je mets mes paroles dans ta bouche. Regarde, je t'établis aujourd'hui sur les nations et sur les royaumes, pour que tu arraches et que tu abattes, pour que tu ruines et que tu détruises, pour que tu bâtisses et que tu plantes. »
Traduction d'après la Bible Louis Segond.

## Interprétation chrétienne
Pour Origène, ce début du livre de Jérémie aborde plusieurs points auxquels YHWH est attaché. Tout d'abord, il faut se repentir afin que Dieu étende sa miséricorde. Ensuite il faut que la vigne, l'image de la maison d'Israël comme du simple humain, ne donne pas des épines mais du raisin. Ensuite, il ne faut pas se fier aux apparences : le bébé au sens corporel peut être un vieillard selon l'homme intérieur, et inversement. Enfin Origène cite l'Évangile selon saint Matthieu : « Toute plante que n'a pas plantée mon Père céleste sera déracinée » (Matthieu 15. 13) : il ne faut pas que le mal subsiste .